# Корейцы в Узбекистане
Корейцы (кор. 조선인?, 朝鮮人? чосон сарам и кор. 한국인?, 韓國人? хангук-сарам, также распространено кор. 고려사람?, 高麗사람? корё-сарам; узб. Oʻzbekistondagi koreyslar) — этническая группа, составляющая одно из национальных меньшинств Узбекистана.

## История
По переписи 1989 года в Узбекистане было зарегистрировано 183 тысяч корейцев
Самоназвание — чосон сэрам (в КНДР) и хангук-сарам (в Южной Корее), также распространено корё-сарам — собирательное самоназвание корейцев бывшего Советского Союза. Корейцы Средней Азии разговаривают на северо-восточном диалекте, в котором, в отличие от диалекта Кореи, есть ряд особенностей и заимствований из русского, узбекского и казахского языков. Для корейцев характерна большая пестрота верований и религиозных культов.
Корейский генерал Гао Сяньчжи возглавлял китайскую армию, штурмовавшую в 749 г. Чач (Ташкент)
С конца ХIХ в. отмечается появление корейцев в Узбекистане.
В 1924 г. в Ташкенте образуется общественная организация «Союз корейцев Туркестанской республики». В 1937—1938 гг. начинается насильственная депортация корейцев с Дальнего Востока. Более 170 тыс. корейцев были насильственно переселены на территорию Средней Азии и Казахстана. Из них более 74 тыс. прибыло в Узбекистан, остальные — в Казахстан. Наибольшее число корейцев было расселено в сельской местности Ташкентской, Самаркандской областей, Ферганской долины, Каракалпакстана. Однако в последующие годы происходит их самостоятельное переселение в Узбекистан из Казахстана, так что через 20 лет количество корейцев в республике удвоилось.
В 1937 г. в Хорезмской области был создан межрайонный корейский театр. В 1943 г. состоялось его объединение с вновь созданным Ташкентским областным театром. По данным переписи 1989 г., 3,6 % корейцев знали узбекский язык. Корейцы внесли определённый вклад в народное хозяйство, науку и культуру Республики Узбекистан. Наиболее известные из них: А. Шин, В. Ким, художники Н. Шин и Н. Пак, солист балета В. Югай, композитор И. Пак и дирижер А. Пак, обладатель Кубка мира по боксу В. Шин. Известность получили организатор сельского хозяйства, дважды Герой Социалистического Труда Ким Пен Хва, общественные деятели Виталий Фен и В. Чжен.
Виктор Чжен в 1990-е годы был заместителем Премьер-министра Республики Узбекистан, председателем Государственного комитета Республики Узбекистан по управлению государственным имуществом и поддержки предпринимательства. Позже он эмигрировал в Россию, где стал директором Санкт-Петербургского Всероссийского алюминиево-магниевого института
C 1995 по 2014 годы, а затем, с 2017 года по настоящее время Виталий Фен возглавляет дипломатическую миссию Республики Узбекистан в Южной Корее. 27 мая 2017 года Сенат Олий Мажлиса Республики Узбекистан утвердил его главой дипломатического корпуса Республики Узбекистан в Южной Корее.
Валерий Тян с 2002 по 2017 год работал генеральным директором Национальной авиакомпании «Oʻzbekiston havo yoʻllari». В 2010—2015 и 2015—2020 годы был сенатором Олий Мажлиса. В апреле 2020 года назначен заместителем председателя Комитета по межнациональным отношениям и дружественным связям с зарубежными странами при Кабинете Министров Узбекистана.
Д.Ли с августа 2017 года занимал должность заместителя директора, а позже стал директором Национального агентства проектного управления при Президенте Республики Узбекистан.
В июне 2018 года Д. Ли возглавил Федерацию шахмат Узбекистана.
Известным представителем корейской диаспоры является А.Шин, Она в 2015 году была избрана в Сенат Олий Мажлиса Республики Узбекистан от города Ташкента. 19 октября 2017 года А.Шин была назначена на должность главы Министерства дошкольного образования. При этом она осталась членом Сената.